# Мохамед Ібрагім Ельсаєд
Мохамед Ібрагім Ельсаєд Ібрагім (араб. محمد ابراهيم السيد ابراهيم; нар. 16 березня 1998) — єгипетський борець греко-римського стилю, п'ятиразовий чемпіон Африки, дворазовий чемпіон Африканських ігор, чемпіон Всесвітніх ігор військовослужбовців, бронзовий призер Олімпійських ігор.

## Життєпис
Боротьбою почав займатися з 2004 року. Чотири рази ставав чемпіоном Африки серед юніорів, двічі — чемпіоном світу серед молоді. У 2019 році був визнаний борцем року у віці до 23 років за версією Об'єднаного світу боротьби.
Виступає за спортивний клуб армії, Александрія. Тренер — Хоссен Ельдін (з 2016).
Закінчив Арабську академію науки, технологій та морського транспорту в Александрії.

## Спортивні результати на міжнародних змаганнях

### Виступи на Олімпіадах
| Змагання                    | Збірна | Вагова категорія                 | Місце  |
| --------------------------- | ------ | -------------------------------- | ------ |
| Літні Олімпійські ігри 2020 | Єгипет | греко-римська боротьба, до 67 кг | Бронза |
| Літні Олімпійські ігри 2024 | Єгипет | греко-римська боротьба, до 67 кг | 15     |

### Виступи на Чемпіонатах світу
| Змагання                        | Збірна | Вагова категорія                 | Місце |
| ------------------------------- | ------ | -------------------------------- | ----- |
| Чемпіонат світу з боротьби 2019 | Єгипет | греко-римська боротьба, до 67 кг | 5     |
| Чемпіонат світу з боротьби 2022 | Єгипет | греко-римська боротьба, до 67 кг | 21    |
| Чемпіонат світу з боротьби 2023 | Єгипет | греко-римська боротьба, до 67 кг | 22    |

### Виступи на Чемпіонатах Африки
| Змагання                         | Збірна | Вагова категорія                 | Місце  |
| -------------------------------- | ------ | -------------------------------- | ------ |
| Чемпіонат Африки з боротьби 2016 | Єгипет | греко-римська боротьба, до 66 кг | Золото |
| Чемпіонат Африки з боротьби 2017 | Єгипет | греко-римська боротьба, до 75 кг | Срібло |
| Чемпіонат Африки з боротьби 2018 | Єгипет | греко-римська боротьба, до 67 кг | Золото |
| Чемпіонат Африки з боротьби 2019 | Єгипет | греко-римська боротьба, до 67 кг | Золото |
| Чемпіонат Африки з боротьби 2020 | Єгипет | греко-римська боротьба, до 67 кг | Золото |
| Чемпіонат Африки з боротьби 2023 | Єгипет | греко-римська боротьба, до 67 кг | Золото |

### Виступи на Африканських іграх
| Змагання              | Збірна | Вагова категорія                 | Місце  |
| --------------------- | ------ | -------------------------------- | ------ |
| Африканські ігри 2019 | Єгипет | греко-римська боротьба, до 67 кг | Золото |
| Африканські ігри 2023 | Єгипет | греко-римська боротьба, до 67 кг | Золото |

### Виступи на Середземноморських іграх
| Змагання                    | Збірна | Вагова категорія                 | Місце  |
| --------------------------- | ------ | -------------------------------- | ------ |
| Середземноморські ігри 2018 | Єгипет | греко-римська боротьба, до 67 кг | Срібло |

### Виступи на Всесвітні іграх військовослужбовців
| Змагання                                | Збірна | Вагова категорія                 | Місце  |
| --------------------------------------- | ------ | -------------------------------- | ------ |
| Всесвітні ігри військовослужбовців 2019 | Єгипет | греко-римська боротьба, до 67 кг | Золото |

### Виступи на інших змаганнях
| Змагання                                                          | Збірна | Вагова категорія                 | Місце  |
| ----------------------------------------------------------------- | ------ | -------------------------------- | ------ |
| Золотий Гран-прі з боротьби 2016                                  | Єгипет | греко-римська боротьба, до 66 кг | 9      |
| Турнір Дана Колова — Николи Петрова 2019                          | Єгипет | греко-римська боротьба, до 67 кг | 14     |
| Меморіал Олега Караваєва 2019                                     | Єгипет | греко-римська боротьба, до 67 кг | Золото |
| Меморіал Маттео Пелліконе 2020                                    | Єгипет | греко-римська боротьба, до 72 кг | Золото |
| Меморіал Маттео Пелліконе 2021                                    | Єгипет | греко-римська боротьба, до 67 кг | 7      |
| Кубок Владислава Пітласинські 2021                                | Єгипет | греко-римська боротьба, до 67 кг | Срібло |
| Гран-прі Німеччини з боротьби 2022                                | Єгипет | греко-римська боротьба, до 67 кг | 5      |
| Арабський чемпіонат з боротьби 2022                               | Єгипет | греко-римська боротьба, до 72 кг | Золото |
| Кубок Хапаранди з боротьби 2023                                   | Єгипет | греко-римська боротьба, до 67 кг | Золото |
| Кубок Арво Хаавісто 2023                                          | Єгипет | греко-римська боротьба, до 67 кг | Золото |
| Відкритий чемпіонат Загреба з боротьби 2024                       | Єгипет | греко-римська боротьба, до 67 кг | 10     |
| Олімпійський кваліфікаційний турнір з боротьби 2024 (Александрія) | Єгипет | греко-римська боротьба, до 67 кг | 6      |
| Олімпійський кваліфікаційний турнір з боротьби 2024 (Стамбул)     | Єгипет | греко-римська боротьба, до 67 кг | Бронза |
| Гран-прі Іспанії з боротьби 2024                                  | Єгипет | греко-римська боротьба, до 72 кг | Бронза |

### Виступи на змаганнях молодших вікових груп
| Змагання                                       | Збірна | Вагова категорія                 | Місце  |
| ---------------------------------------------- | ------ | -------------------------------- | ------ |
| Чемпіонат Африки з боротьби серед юніорів 2015 | Єгипет | греко-римська боротьба, до 60 кг | Золото |
| Чемпіонат Африки з боротьби серед юніорів 2016 | Єгипет | греко-римська боротьба, до 66 кг | Золото |
| Чемпіонат світу з боротьби серед юніорів 2016  | Єгипет | греко-римська боротьба, до 66 кг | Бронза |
| Чемпіонат Африки з боротьби серед юніорів 2017 | Єгипет | греко-римська боротьба, до 74 кг | Золото |
| Чемпіонат світу з боротьби серед юніорів 2017  | Єгипет | греко-римська боротьба, до 66 кг | 16     |
| Чемпіонат Африки з боротьби серед юніорів 2018 | Єгипет | греко-римська боротьба, до 67 кг | Золото |
| Чемпіонат світу з боротьби серед юніорів 2018  | Єгипет | греко-римська боротьба, до 67 кг | 5      |
| Чемпіонат Африки з боротьби серед юніорів 2020 | Єгипет | вільна боротьба, до 74 кг        | Бронза |
| Чемпіонат світу з боротьби серед молоді 2018   | Єгипет | греко-римська боротьба, до 67 кг | Золото |
| Чемпіонат світу з боротьби серед молоді 2019   | Єгипет | греко-римська боротьба, до 67 кг | Золото |